# ジンバブエの歴史
ジンバブエの歴史（ジンバブエのれきし）では、アフリカ南部の国ジンバブエの歴史について概観する。
約2000年前、バントゥー系民族が現在のジンバブエに相当する地域に到達し、10世紀以降は集落や交易の発展に伴ってマプングブエ王国やグレートジンバブエ国などの諸国が興隆した。19世紀後半、イギリスの影響が及ぶところとなり、1923年までローデシアとしてイギリス南アフリカ会社の統治下に置かれた。
1923年、南ローデシアとしてイギリスの自治植民地となり、引き続きヨーロッパ人入植者主体の統治が続けられた。1953年に北ローデシア・ニヤサランドとの連邦が結成されたが、長続きはせず1963年に解体され、前者はザンビア、後者はマラウイとして独立した。南ローデシア政府も独立に向けてイギリスと交渉することとなったが、多数派支配への移行を求めるイギリスに対し、南ローデシア政府は入植者主体の独立を求め、1965年にローデシアとして一方的に独立を宣言した。アフリカ人主体の独立運動は内戦化し、この問題は1979年のランカスターハウス協定まで続いた。1980年にジンバブエとして独立してからは、ロバート・ムガベが実権を握り、政権は2017年にクーデターが起こるまでの37年間続いた。

## 植民地化以前（-1888年）

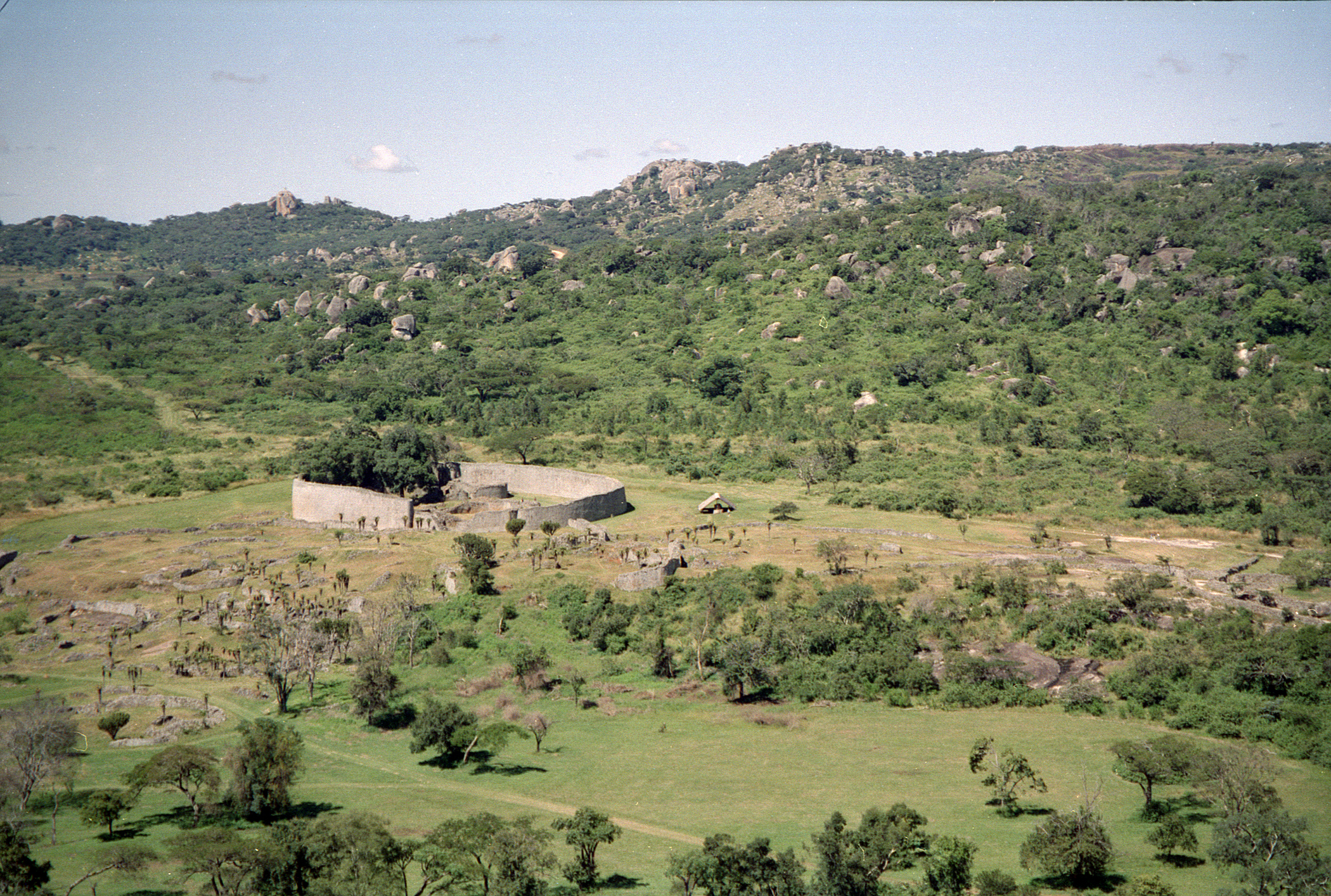
グレート・ジンバブエ遺跡の遠景

古くは石器時代、コイサン系の狩猟採集民が居住し、紀元前後から3世紀ごろまでにはバントゥー系民族が到達したと考えられている。バントゥー系民族の起源は、現在のカメルーン付近を故郷としてヴィクトリア湖の湖畔で暮らし、さらに中部、東部、南部アフリカへ拡大していった説が有力となっている。バントゥー系民族は200年頃にザンベジ川を越えて、300年頃にリンポポ川の南方のトランスバールに到着した。8世紀ごろからザンベジ川・リンポポ川流域で社会が形成された。ザンベジ川・リンポポ川流域では900年以降に住民の大半がショナ語の話者となった。言語、文化、習慣においてこれほど広範囲の地域が同様の範疇に含まれるということはアフリカ民族誌においては特異とされる。
南部アフリカにおける国家形成はリンポポ川の渓谷で始まった。700年から1300年にかけて、カラハリ砂漠の東端には牧畜経済と階層社会が存在しており、トウツェ遺跡やK2遺跡から当時の生活が明らかになっている。交易においては、塩・鉄・銅などの域内交易や、インド洋に向けた金・象牙を扱う交易が始まり、900年以降に質量ともに増加した。10世紀半ばまでの間に鉄器農業社会が確立されると、集落規模の大型化や社会の階層化、金や象牙の交易が進み、マプングブエ王国をはじめとする国家が各地で興った。K2遺跡を築いたショナ人は1075年頃にマプングブエの丘に移住し、南部アフリカでマプングブエ王国を建国した。マプングブエ王国はリンポポ川の中流域を支配し、1150年から1世紀ほどの間に9ヘクタールほどの都市を築いた。
広域を領する大国家に発展したものもあり、13世紀から15世紀にかけて繁栄したグレートジンバブエ国はその一つである。ジンバブエとは「石の家」を意味するショナ語の言葉であり、同国の石造建築遺跡であるグレート・ジンバブエ遺跡は世界遺産に登録され、のちの独立時の国名の由来になった。グレートジンバブエ国の勃興には牧畜が影響を与えた。牧畜に適した地域であり、大きな家畜群の所有に成功した人々が多数の家臣を持ち、周辺地域やインド洋交易に従事する商人に貢物を課すことで権力を増大させた。支配層は遠隔地交易、加工業、地域内交易によって豊かな生活を送り、一般民は砦の外で農耕に従事した。グレートジンバブエ国と同じ様式の小規模な建築物は数百キロの地域に散らばっている。牛の放牧に適した地域や、塩の生産と交易、金の生産と交易、課税や象牙採りのために築かれたと考えられ、グレートジンバブエと従属関係にあったとされる。
グレートジンバブエ国は15世紀半ばに高原地帯で成立したモノモタパ王国とトルワ王国に繁栄を奪われ、1500年ころに没落した。トルワはグレートジンバブエ国と同じ様式の石造建築を築いたが、空間はより開放的で洗練されており、丘陵を拓いた首都カミには7000人が暮らした。ポルトガル文献によれば、トルワは家畜と金が豊富な国で、領域はリンポポ川の中流域からゾウトパンスベルクに及んだ。モノモタパ王国はマゾウェ川やルヤ川の上流にあり、ザンベジ川、サビ川、マニャメ川、インド洋沿岸を領域とした。16世紀からポルトガルと交易があったため、早くからアフリカの黄金国としてヨーロッパで知られた。トルワ王国は草原地帯で繁栄したのに対し、モノモタパ王国は進出してきたポルトガル人と抗争する中で勢力を落とした。この時代に入ると、考古学の資料に加えてポルトガルの古文献にも記録が現れるようになる。
その後の17世紀後半に興ったチャンガミレ国はポルトガル人を撃退し、18世紀の主要な支配勢力として台頭した。18世紀以降は交易が衰退し、小国家が分立するようになった。チャンガミレ国は19世紀に入って北上してきたンデベレ人に滅ぼされ、代わって現在のブラワヨにあたる地域にンデベレ王国が建国された。1850年代以降はデイヴィッド・リヴィングストンの探検を皮切りにイギリス人が進出するようになった。

## 植民地時代（1888年-1965年）

### イギリス南アフリカ会社による統治（1888年-1923年）

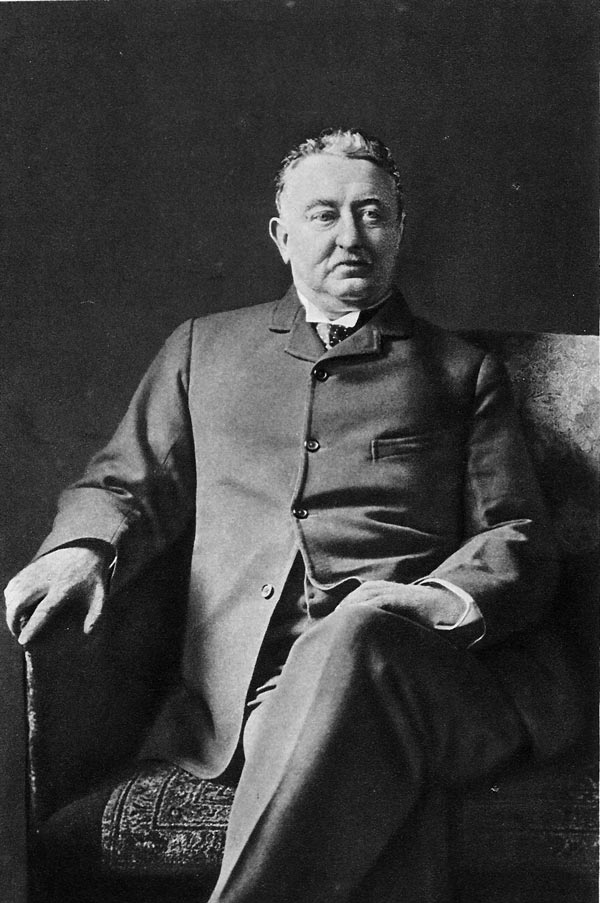
セシル・ローズ

19世紀後半、イギリスは海外への投資を強化していたが、国際関係が不安定化していたヨーロッパに投資先を見い出せず、資本家は労働力が安く資本不足状態にある植民地に目を向けるようになった。そうした背景のもと、セシル・ローズは1888年に鉱山採掘権をめぐりロベングラ（ンデベレ王国（ジンバブエ南部）の王）と契約を結び、1889年にイギリス南アフリカ会社を設立、1890年にはパイオニア・コラムと呼ばれる遠征隊を組織し、マショナランド（ジンバブエ北部）の領有を宣言した。征服が宣言された場所は当時のイギリス首相に因んでソールズベリーと名付けられ、これは今日のハラレとなっている。1895年には、イギリス南アフリカ会社の領有地がローズに因んでローデシアと呼ばれるようになった。
19世紀末のマショナランドは金の産出で投資家から注目されており、鉱業権と土地所有権を手に入れたイギリス南アフリカ会社は鉱区の開発を見込んで鉄道建設を進めていた。この間の1893年と1896年、会社の統治に不満を持った原住民が反乱を起こすと、以降のイギリス政府は南ローデシア支配への関与を強めるようになり、イギリス南アフリカ会社の権限は段々と縮小されていく。1898年にローデシア弁務官と入植者代表から成る行政評議会が設置され、立法評議会にはイギリス南アフリカ大使の承認という条件付きで立法権が認められたほか、入植者を代表する議員が選出された。土地問題をめぐっては入植者と原住民の隔離政策が進められ、原住民経済の混乱防止を名目に原住民地域とヨーロッパ人地域とに大まかに二分された。
鉱業優先主義に立っていたイギリス南アフリカ会社だったが、金鉱業は思わしい発展を見せることなく、財政状況が悪化したため、1907年に農業拡大に注力して入植者の事業活動に依存する方針を取るようになった。同年以降は立法評議会の議員定数が会社任命6人に対し入植者代表議員が7人と過半数を占めるようになり、会社は入植者の意に反する行政運営が出来なくなった。さらに1914年、会社がヨーロッパ人への未割譲地の所有権を有する状況に入植者が異議を唱えたことで、枢密院が1918年に未割譲地の所有権はイギリスにあると判断すると、会社は行政支配力をますます弱めることとなった。
1920年の総選挙後、南ローデシアの政治的地位をめぐり議論がなされ、南アフリカ連邦のスマッツ首相やイギリスのチャーチル植民地大臣は南アフリカ連邦への加入を支持した。議論のために設置されたバクストン委員会は、南ローデシアのイギリス人が自治政府設立によるイギリス帝国残留か南アフリカ連邦加入のどちらかを選択すべきと勧告。1922年10月に入植者間で行われた投票では8774票対5989票で自治政府派が勝ることとなり、結果として1923年9月29日、イギリスの自治植民地としての南ローデシアが成立し、イギリス南アフリカ会社は南ローデシアの統治権を失った。

### 自治植民地時代（1923年-1953年）
自治植民地成立後間もない10月1日に南ローデシア憲法が発効し、議院内閣制に基づく政府が樹立され、内政に限らず外交や軍事分野でも自主権を行使した。議会が制定する法律はイギリス政府が拒否できる仕組みだったが、1965年の一方的なローデシア独立宣言までその権利が行使されることはなかった。
統治は入植者主体で行われ、一定の所得や財産を有することで有権者資格を得ることができたが、有権者数に対するアフリカ人の割合は少なく、1930年代の時点では全体の約3万人に対し数十人程度に留まっていた。1951年には有権者資格要件改定によりアフリカ人の政治参加がより困難なものとなり、政治は入植者の独占状態にあった。表向きは複数政党制をとり、政権交代も見られたが、政権交代は与党の改編と言える連続的なものであり、野党は存在感が薄い上により反アフリカ人的なものであった。
入植者統治に対し、アフリカ人側が反抗することもあった。ローデシア・バントゥー有権者協会や南ローデシア・バントゥー会議は不平不満を訴えた団体の一つであり、1940年代にはデモ活動や労働者のストライキが相次いだ。当時は第二次世界大戦をきっかけに製造業が発達するようになり、黒人工業労働者が増える中で都市在住の黒人の生活環境が問題視されていた。自治政府はこの動きに対し、治安対策の一環として1950年に破壊活動法を制定した一方、1957年の選挙法でアフリカ人の有権者資格を制限付きながらも認めた。
自治植民地成立後は北ローデシアとの統合が議論されるようになった。南ローデシアは銅鉱業が発展していた北ローデシアの市場に関心を抱き、一方の北ローデシアでは入植者から自治権の拡大を求める声が上がっていた。1933年に北ローデシア立法評議会で合併が提唱されるようになり、南ローデシア政府は1934年にイギリス政府に合併会議を行うよう求めたが、イギリス政府はこれを拒否した。統合論はイギリス南アフリカ会社時代の1915年に湧き上がり、1916年に立法審議会で討議されたものの、このときは発展の遅い北部との合併が自治を遅らせるとの懸念を理由に翌年の南ローデシア立法評議会で否決され、イギリス政府も時期尚早だとの立場だった。
統合の議論は1935年の総督会議でも交わされ、1936年には南北ローデシアの選出議員が会合し、合併は両植民地に有益だとする決議を採択すると、南ローデシアは再度イギリス政府に合併会議の開催を要求した。これを受け、イギリス政府は南北ローデシアとニヤサランドの協力強化について調査するブレデスロー委員会を立ち上げ、委員会は1937年、統合を最終目標とする地域間協議会の設置を勧告した。
委員会の勧告に基づき、1944年10月に3地域の政策調整を目的とする中央アフリカ協議会が設置され、1945年4月に初の会議が行われた。しかし、協議会の動きは目ぼしい進展を見せることなく、不満を抱いた南ローデシアは1950年6月に1年後の脱退を通告した。
1951年、連邦制について議論されるようになると、1953年にかけて行われた会議で中央アフリカ連邦結成案が起草され、同年の南ローデシアの国民投票、北ローデシアとニヤサランドの立法評議会での採決、イギリス議会の連邦構成法可決を経て、同年7月14日にローデシア・ニヤサランド連邦が成立することとなった。このとき南ローデシアの人種政策と土地問題を念頭にアフリカ人差別的な政策が施行されないか監督するアフリカ人問題事務局が設置されたり、アフリカ人の政治参加が保証されるなどした。

### ローデシア・ニヤサランド連邦（1953年-1963年）

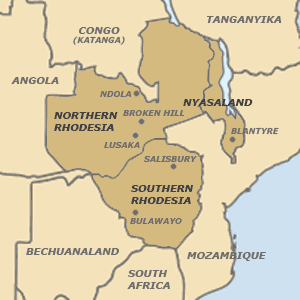
ローデシア・ニヤサランド連邦を構成する地域

南ローデシアにおいては、エドガー・ホワイトヘッド政権下で人種融和策がとられ、土地指定法改正による都市在住アフリカ人への規制緩和、公務員法改正による公務員登用における人種差別撤廃の原則制定などが行われた。アフリカ人の政治参加も1957年の選挙法改正や1961年の憲法改正で進んだが、それとともに入植者間でアフリカ人進出への恐怖感が浮き彫りとなり、ヨーロッパ人右派政党の自治領党が台頭、ここに統一ローデシア党や旧改革党派が合流し、1962年の選挙でローデシア戦線として勝利し、政権を握ることになる。
他方アフリカ人ナショナリズムも根強く、アフリカによる自治と独立を提唱して1961年非合法化された民族民主党を前身とするジンバブエ・アフリカ人民同盟は選挙結果を拒否した。ジンバブエ・アフリカ人民同盟はその後まもなく分裂先のジンバブエ・アフリカ民族同盟ともども非合法化され、両者は国外を本拠に活動するようになった。南ローデシアの民族主義者はその活動を制限されたが、中国など国外勢力から支持・支援を受け、1962年ころには武力闘争を決定する勢力が現れ、ジンバブエ人民解放軍などが組織されている。
連邦憲法規定により1960年に連邦制が検討された際、南ローデシア政府の人種政策という懸念事項や住民の同意なしに連邦存続はできないとする少数意見を挙げつつも3地域の協力強化を望ましいとする内容のモンクトン報告が出された。イギリスのハロルド・マクミラン首相は1962年3月15日の声明では現状維持としていたが、アフリカ人による連邦反対運動や民族主義運動もあり、1962年12月19日にニヤサランドの、1963年3月29日に北ローデシアの分離を認め、連邦は1963年末に解体されることとなった。連邦解体に伴い、南ローデシアは再び自治植民地となった。分離したニヤサランドは1964年7月6日にマラウイとして独立し、北ローデシアは1964年10月24日にザンビアとして独立した。

### 自治植民地（1964年-1965年）
1962年のウィンストン・フィールド政権成立後、フィールド首相は入植者主体の独立を求めてイギリスと交渉したが、イギリスはアフリカ人ナショナリズムを踏まえて多数派支配なき独立不承認という姿勢で臨み、交渉は進展しなかった。1964年、フィールドが辞職してイアン・スミスが首相となったあとも交渉は停滞し、そのスミス政権下で行われた独立の可否を問うた11月の国民投票では5万8091対6096で圧倒的に独立支持票が多かった。
イギリスのハロルド・ウィルソン政権は一方的独立は重大な反逆行為も同然だと強硬な姿勢をとり、1965年10月の会談ではアフリカ人の地位改善などの5原則を条件とした独立について提案したが、結局合意に達することはなかった。

## ローデシア共和国（1965年-1979年）

### 一方的独立宣言

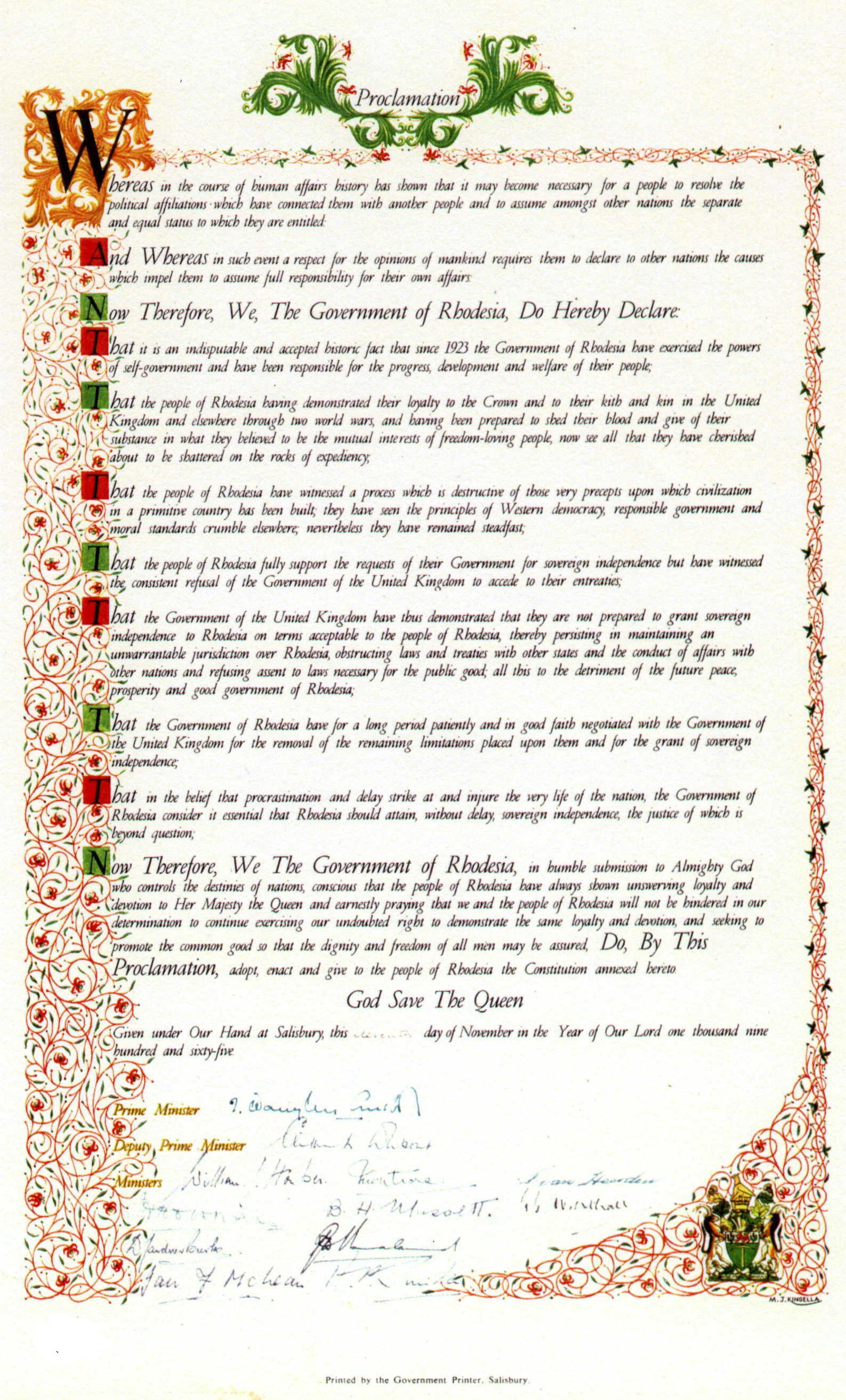
一方的独立の宣言文

1965年5月の総選挙後、イギリスとの交渉も進展しない中、イアン・スミス首相は11月5日に非常事態を宣言し、11月11日に一方的に独立宣言を出した。
イギリスはこれを認めず、高等弁務官の引き揚げや経済制裁という対抗措置を表明し、また国際的にもアフリカ人ナショナリズムを無視したとして非難を浴びて宣言は認められず、国際連合安全保障理事会は年内にも独立宣言の不承認を加盟国に要請する決議を採択し、翌年以降にも対ローデシア経済制裁が決議されている。
イギリスは1966年、ローデシア問題解決の諸原則を決め、ウィルソン首相とスミス首相は12月の会談で、前述の5原則を更新した6原則を盛り込んだ憲法改正や暫定政府樹立といった内容の作業文書に署名したが、ローデシア政府側は暫定政府樹立に同意しなかった。その後も交渉を続けたが合意に達せず、スミス首相は1969年5月の演説で交渉は決裂したとし、翌月に共和国樹立や新憲法草案の可否を問うた国民投票を行うことを発表、結果として1970年3月2日にローデシアは共和国となった。イギリスは即日合法性を認めない声明を出し、3月18日の国連安保理による非難決議採択後は南アフリカ共和国を除く全てが領事関係を断絶した。
国際社会で孤立したローデシアは経済的に南アフリカに依存するようになり、資本も市場も南アフリカに頼りながらの経済成長を図り、先の経済制裁にもかかわらず産業の多角化と自給力の向上が進んだ。社会体制も南アフリカのアパルトヘイト的な性格を帯びるようになり、土地保有法の制定で国土の半分は白人が保有するところとなり、アフリカ人は立ち退きを強いられた。一方アフリカ人主体の独立運動は内戦化し、1966年4月には民族主義者のゲリラ闘争が公然化、テロ行為も激化するようになった。

### 問題解決に向けた交渉
その後、イギリスとローデシアは1971年11月に独立問題の解決案で合意したが、1972年5月の委員会報告で南ローデシアの住民全体に受け入れられない案とされると交渉は一旦止まり、イギリス政府はスミス政権とアフリカ人の間で何かしらの合意が成立した場合はこれを受け入れるとの考えを示した。
1974年末にはザンビア、タンザニア、ボツワナの各大統領、アフリカ人解放団体指導者、スミス政権代表の秘密会談が行われ、南ローデシア解放団体の武力衝突停止と抑留者釈放、無条件の制憲会議開催で合意に達した。1975年8月、制憲交渉のため、スミス首相はアフリカ民族評議会のアベル・ムゾレワ議長と会談するも、物別れに終わり、穏健派のジョシュア・ンコモとの会談も特に成果はなく1976年3月19日に事実上決裂した。アフリカ民族評議会はローデシアのアフリカ人を代表する当時唯一の合法組織だったが、1975年8月の制憲会議失敗を境に穏健派と急進派に分裂し、ロバート・ムガベとンコモが1976年10月に設立した愛国戦線に主導権を奪われ勢力を落とした。愛国戦線設立後、武装組織は統一され、内戦は深刻化し、ローデシア問題解決に影響を与えたほか、白人人口が流出するようになった。
続いて1976年9月24日、アメリカ合衆国のヘンリー・キッシンジャー国務長官の仲介や南アフリカ共和国のバルタザール・フォルスター首相の圧力等を受けてスミス首相は2年以内に多数派支配へ移行すると発表したが、その後の黒人解放4団体との会議では溝が埋まらず閉会、アメリカ合衆国との協議を経てイギリスは1977年9月に合法政権樹立や国連軍駐留等を要とする解決案を出したが、スミス首相も愛国戦線も難色を示した。
スミス首相は12月から穏健派団体と交渉し、結果1978年3月に少数派の既得権を盛り込んで多数派支配への移行を認める案で妥結したが、国連安保理はこの内部解決を認めない決議を採択し、当事者以外から認められることはなかった。

### ジンバブエ・ローデシア（1979年）
内部解決は当事者以外から認められないまま履行され、1979年に新憲法制定や選挙が行われた。選挙の結果ムゾレワを首相とした黒人白人混合政権が成立し、この体制で6月にジンバブエ・ローデシアが成立した。この新国家は承認されなかったが、イギリス連邦首脳会議で成立した平和的解決合意を基に9月から12月にかけて当事者会議が行われ、ローデシア政府は12月12日に独立宣言を撤回、12月21日に独立をめぐって合意が成立した。合意に際して、イギリスは資金援助を確約した一方、独立後10年間の政府による土地の強制収用を認めないなど、白人の財産や権利を保護する規定を新憲法に盛り込んだ。合意を受け、国連安保理では対ローデシア制裁措置の解除決議が採択された。
合意後、ローデシアは一旦イギリスの植民地とされ、1980年2月の総選挙でムガベ率いるジンバブエ・アフリカ民族同盟愛国戦線（ZANU-PF）が勝利したのち、4月18日に多数派支配のジンバブエとして正式にイギリスから独立した。

## ジンバブエ共和国（1980年-）

### ムガベ政権（1980年-2017年）

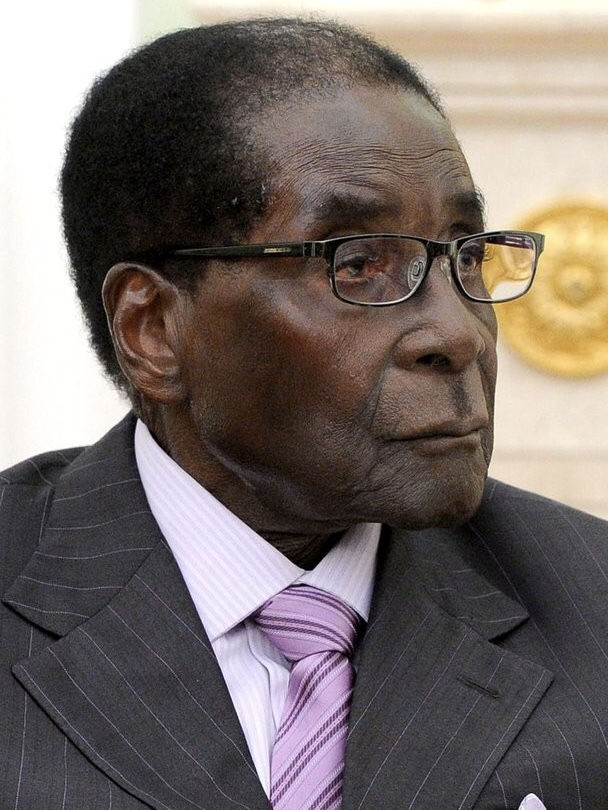
ロバート・ムガベ

独立後、ムガベ政権が優先課題としたのは内戦後の武装解除・動員解除・社会復帰（DDR）と白人・黒人間の格差是正であった。ZANU-PFとジンバブエ・アフリカ人民同盟（ZAPU）の和解も図り、組閣に際しては白人やZAPU関係者を入閣させたほか、両党の武装組織と旧ローデシア軍を統合して国民軍を創設した。また、ムガベは「最大多数のジンバブエ人のための社会的な最大幸福」を目標とし、その実現に向けてマルクス・レーニン主義に基づく社会主義を掲げた。この方針には党内からも異論が出たが、1984年の党大会では社会主義の実践や一党制の確立を目標とする提案が採択されている。
1985年の議会選挙後、ZANU-PFは野党ZAPUと統合について協議を重ね、両党は1987年12月に合意に達した。同年の憲法改正による議院内閣制から実権大統領制への移行、1989年の憲法改正による二院制から一院制への移行でZANU-PFの支配体制はさらに固められた。この間の1983年から1987年にかけて、同野党が支持基盤としたンデベレ人が多いマタベレランドで武装集団が反政府活動を行うと、政府はこれを武力で鎮圧し、3000人以上の死者、1万人の被拘禁者を出した。
社会主義の実践としては給付行政と統制経済という2つの側面が見られ、1980年代を通して社会福祉政策と教育政策を重視した。最低賃金制の導入や国庫による低所得者層の医療費負担、初等教育の無償化や積極的差別是正措置が実施され、その効果は平均余命の上昇、就学児童数増加、企業におけるアフリカ人の地位向上などの形で表れた。
他方で、1982年と1986年にそれぞれ開発計画を打ち出したものの、前者は世界不況と干ばつにより成功せず、後者も経済成長率、失業率、財政赤字などの点から目標を達成したとは言えない結果に終わった。課題となっていた土地の再配分も進まず、1988年後半には学生による反汚職デモが行われたほか、一党制を非難したZANU-PFのエドガー・テケレ議員が追放処分を受ける出来事もあった。
時を同じくしてウィローゲートと呼ばれる閣僚ら政府高官の汚職事件が発覚し、ムガベ大統領の対応が非難される中、テケレは1989年4月に政治腐敗と一党制に反対する政党ジンバブエ統一運動（ZUM）を結成した。1990年の総選挙ではZANU-PFが圧勝したが、ZANU-PFによるZUMへの選挙妨害や旧ZANU-PF党員に偏った内閣改造が批判され、一党制への移行に反対する声が増えた。結局一党制を確立する方針は放棄された。
さらに教育・福祉部門への巨額支出、統制経済下での国民経済の低迷、対外累積債務の悪化が重なると、政府は経済政策の方針転換も迫られ、1991年5月からは小さな政府や市場経済へ移行する経済構造調整計画に乗り出した。この一連の政策の影響は大きく、都市部では政府補助金の削減や消費者物価高騰、雇用不安などが重なって庶民の生活が困窮し始め、治安も悪化していった。農村部では肥料や種の高騰、また折の旱魃続きで社会全体が打撃を受け、生活困窮を背景に伝統的な一夫多妻制も解体されていった。
一連の社会・経済状況悪化で有権者はZANU-PF不支持や政治的無関心の方向に向かっていた。1990年代後半、度重なる生活への影響に不満を募らせた都市部の住民は物価高や労働条件の改善を求め、ストライキやゼネスト、暴動が相次いで生じた。ストライキを主導した組織の一つとしてジンバブエ労働組合会議が挙げられ、同組織が母体となって1999年に政党民主改革運動が結党されている。
2000年2月、大統領の権限大幅強化と白人農場の収用を要とした新憲法草案の国民投票が行われたが、民主改革運動や市民団体による反対運動もあって否決され、生活苦による地域や民族を超えた政権への不満が表面化した結果となった。さらに同年6月に行われた議会選挙では民主改革運動が120議席中57議席を獲得し、それまで続いていたZANU-PFの独占状態を破った。
2000年以降の政府は農地改革や新経済政策を打ち出して党勢回復を図りつつも、より抑圧的な政策を実行するようになった。2000年から2008年にかけて政治的暴力や選挙不正が横行し、この間実施された国政選挙は第三者から「自由かつ公平な選挙」とは見なされなかった。また、政府は国軍との関係を強化し、国軍は親ZANU-PF派的なものとなり、野党支持者に対する弾圧を実施するようになった。政府は見返りとして軍人に要職や経済的利益を与えるようになり、文民職員は置換されていった。1998年に内戦中のコンゴ民主共和国に派兵したのも同国の鉱山利権を軍人に配分する目的があった。
この状況下で成立した法律の例としては、白人所有の農地の強制収用を可能にした土地収用法（2000年）、マスメディアの登録制や外国人ジャーナリストの国内活動禁止を定めた情報へのアクセスおよびプライバシー保護法（2002年）、反政府的な非政府組織の活動を禁じる民間ボランティア組織法（2004年）、国外渡航含む移動の自由の制限や賠償なき農地接収を定めた憲法改正（2005年）、海外企業の所有権をジンバブエ国籍保有者へ付与することを定めた先住民化および経済的エンパワーメント法（2008年）などがある。
このうち農地の強制収用は、政府の支持基盤となる独立運動の元兵士らから土地改革の停滞などを批判されたことで、政府が着手した土地改革の一環であった。2000年7月に白人農地の強制収用が始まり、2002年8月までに1100万ヘクタールの土地が40万戸以上の農家に分配された。2000年から2010年にかけて、白人農家は5000世帯から1400世帯弱に、白人が所有する農地の割合は全体の27%から4%程度にそれぞれ減少した。最高裁判所は法的な手続きを経なかった違法行為だとする判断を示したが、政府は植民地主義の清算という大義名分で正当化し、最高裁判所長官に圧力をかけ、与党支持者や元解放闘争兵士による白人判事への威嚇行為や、判事に親政府派を任命することで司法部の独立性は損なわれた。
欧米諸国はこうした土地改革や一連の立法を非難し、対ジンバブエ援助停止、イギリス連邦首脳会議の参加資格停止、関係者の入国禁止といった対応をとった。政府は欧米諸国の対応に反発し、2003年にはイギリス連邦を脱退し、中国やイランとの関係強化に動いた。2005年、政府は更なる支配体制強化を図るべく、民主改革運動の支持基盤とされた都市部の浄化作戦を実施し、これにより52か所で住居建造物9万戸以上が破壊され、人口の18%に相当する約240万人が影響を受けた。
2003年時点で前年比384%に達したインフレーションの進行、停電の常態化、原油価格高騰など、国民経済は悪化の一途をたどり、野党支持者への弾圧や経済悪化を理由に多くの国民が周辺国へ流出した。財政難にもかかわらず政府は銀行に紙幣を刷らせて融資を続けていたため、インフレーションはますます進行した。2008年7月にはインフレ率が年率2億3100万%に達し、ジンバブエ・ドルの単位を100億分の1に切り下げるデノミネーションや新通貨導入も効果はなく、急速なインフレ進行のあまり通貨供給が追いつかず、やがて国内では外貨や物々交換で取引されるようになった。2009年1月、外貨による取引が合法化されたことで、ジンバブエ・ドルは使用停止状態となり、ハイパーインフレーションは落着した。
2008年の議会選挙では初めて下院でZANU-PFの議席が過半数を割り、上院でも野党民主改革運動と伯仲する結果になった。大統領選挙では得票数で民主改革運動のモーガン・ツァンギライ候補が勝っていたが、ZANU-PF側による野党支持者への拷問や殺害を含む暴力の結果としてツァンギライは選挙戦から撤退し、ムガベは続投した。その正当性や政権の在り方については議論がなされ、2008年9月、南アフリカのタボ・ムベキ大統領の仲介のもと、ムガベ、ツァンギライ、アーサー・ムタンバラは権力分有で合意し、2009年2月、首相職の新設や合意制度化のための憲法改正を実施した。同年、権力分有体制下で実施された経済政策の結果として12年ぶりに経済成長に転じたが、2012年以降は財政難により経済成長は鈍化状態にある。
ZANU-PF党内では、2008年までは世代交代を目指していたソロモン・ムジュル率いる派閥が優遇を受けていたが、選挙の事実上の敗北によりエマーソン・ムナンガグワが率いる派閥が台頭してきた。ムナンガグワ派に加えて共同作戦司令部を活動機関とする公安関係者も政治に関与するようになり、ムガベは1980年代から1990年代の時期に比べてその影響力を失いつつあった。
2013年3月、大統領の権限縮小や議会改革、人権保障の強化などを要とした憲法改正が国民投票で承認され、この憲法に基づき7月に総選挙が行われた。このときの選挙は物議を醸しながらも比較的平穏に進められ、権力分有状態の打破を狙っていたZANU-PFが圧勝する結果となった。これをきっかけに欧米諸国による制裁措置は一部解除されている。
2011年のムジュルの死亡以降さらに勢力を落としていたムジュル派に対し、ムナンガグワ派は追い討ちをかけ、2004年から副大統領を務めていたジョイス・ムジュルがムガベの失脚を企てていると吹聴し、その結果としてジョイスは2014年に解任され、後任にムナンガグワが任命された。これに対し、大統領夫人のグレース・ムガベが率いる新興勢力ジェネレーション40が党内の世代交代を唱えてムナンガグワ派に対抗した。ZANU-PFは表向き平穏を装っていたが、両者の対立は2017年に入って連日報じられるところとなった。ムガベはグレース派とムナンガグワ派の均衡を保っていたが、やがてグレース派を重用するようになり、2017年11月6日にムナンガグワ副大統領を解任した。ムナンガグワはZANU-PFからも追放され、国軍司令官のコンスタンティノ・チウェンガは11月13日の会見で党内の不安定な動きをめぐり軍事介入の必要性があると述べた。
11月14日未明、ジンバブエ軍は国営放送や国会議事堂付近を占領し、17日には8州のZANU-PF支部でムガベに対する不信任決議案が可決された。11月21日にムガベが辞任すると、ZANU-PFは同日の会合でムナンガグワを党首に任命し、ムナンガグワは24日に大統領に就任した。

### ムガベ辞任後（2017年-）

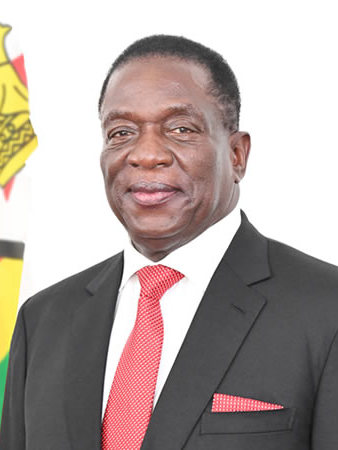
エマーソン・ムナンガグワ

ムナンガグワの約束のもと2018年に実施された総選挙では引き続きZANU-PFが勝利したが、大統領選挙では得票率50.8%と僅差であった。政府の抑圧的な性格は変わらず、選挙直後に起きた民主改革運動支持者のデモ、原油高不満による2019年1月の抗議デモはいずれも暴力的に鎮圧されている。有力野党だった民主改革運動は2018年のツァンギライ病死以降分裂状態にあり、当分はZANU-PF政権が続くと予想されるが、利権配分や大統領の後継をめぐり新たな火種が生じるのではないかとの懸念がある。
大統領就任後のムナンガグワは経済回復に取り組み、2019年6月にRTGSドルを唯一の法定通貨として導入したが、まもなく価格が下落し、のちに米ドル利用が認められることとなる。2024年、新通貨のジンバブエ・ゴールドが導入されたが、現地の不信感は払拭されず、その普及と信頼醸成が課題となっている。